# Go to Hell
Go to Hell es el décimo segundo episodio de la tercera temporada y trigésimo séptimo episodio a lo largo de la serie de televisión estadounidense antológica American Horror Story. El episodio fue escrito por Jessica Sharzer y dirigido por Alfonso Gomez-Rejon. Se estrenó el 22 de enero de 2014 en Estados Unidos por el canal de televisión por cable FX.
Con el deterioro de la salud de Fiona (Jessica Lange), las chicas muestran nuevos poderes mientras Queenie (Gabourey Sidibe) busca a Marie Laveau (Angela Bassett). Angela Bassett, Gabourey Sidibe y Danny Huston son estrellas invitadas como Marie Laveau, Queenie y el hachero, respectivamente. Este episodio está clasificado como TV-MA (LV).

## Argumento
Fiona (Jessica Lange) le muestra a Queenie (Gabourey Sidibe) una película muda sobre las Siete Maravillas (siete actos de magia que una bruja debe demostrar para ser etiquetada como Suprema), que la lleva a programar la prueba de las Siete Maravillas de Queenie. Queenie le dice que está con ella, ya que considera la acción de Fiona como otro intento desesperado de matar a la nueva Suprema. Furiosa, Fiona niega cualquier tipo de plan malvado, ya que quiere disfrutar de sus últimas semanas de vida en paz.
Queenie necesita una explicación para la ausencia de Laveau (Angela Bassett) en la casa, por lo que realiza Descensum con éxito y se encuentra en Chicken Shack de Chubbie's, vendiendo pollo a los clientes. No se da cuenta de lo que está pasando hasta que Papa Legba (Lance Reddick) le explica que tiene el poder de ir al infierno y regresar. El peor momento de su vida para Queenie fue trabajar en Chubbie's, y es por eso que es su versión del infierno. Después de lograr regresar del infierno con éxito, convence a Papa Legba de que se lleve a Laveau y (como resultado) a la inmortalidad de LaLaurie.
Mientras tanto, Madame LaLaurie (Kathy Bates) está trabajando como guía en su propia casa, mintiendo sobre su historia después de atacar a la guía anterior. Queenie llega y se ofrece a ayudarla, pero ella se niega y Queenie la mata. En su infierno, ella es lanzada en una jaula al lado de su hija. Papa Legba ordena a la difunta Laveau torturar a Borquita por toda la eternidad mientras LaLaurie observa.
En la Academia, Fiona posa para pintar su retrato. Más tarde, Cordelia (Sarah Paulson) entra en su habitación y la encuentra mirando a través de joyas antiguas. Fiona pone el collar de su madre alrededor del cuello de Cordelia. Cuando Fiona la toca, Cordelia experimenta una visión futurista sobre el Aquelarre, en la que Fiona ha matado a todos (incluso a ella misma) mientras mantiene su posición de Suprema. Cordelia visita al hachero (Danny Huston) y le explica que Fiona es egoísta y que no ama a nadie más que a ella misma, utilizando el pasaporte de Fiona como única prueba.
Más tarde, Cordelia y Queenie encuentran a Misty Day (Lily Rabe) enterrada. Queenie usa sus poderes de resurgimiento para devolver a Misty a la vida. En la Academia, Zoe (Taissa Farmiga) y Kyle (Evan Peters) regresan de Florida con Zoe diciendo que ella es la próxima Suprema, debido al poder del resurgimiento que descubre durante sus vacaciones con Kyle. Misty, Cordelia y Queenie entran, y Misty ataca violentamente a Madison (Emma Roberts). El hachero, cubierto de sangre, baja las escaleras con su hacha, gritando que las brujas de la casa deben pagar por lo que hicieron. Todos ellos usan sus poderes para lanzar el cuerpo del hachero hacia atrás. Cordelia afirma a Myrtle (Frances Conroy) que es de su madre.
Cordelia usa su vista para ver al hachero esperando que Fiona llegue a la habitación del motel. Después de que ella llega, intenta ser cálida, pero el hachero ahora sospecha de ella, le informa de la visita de Cordelia y descubre la tarjeta de embarque de Fiona, confirmando sus propias sospechas. Él se enfrenta a Fiona, quien lo alaba como un amante, pero lo rechaza al afirmar que no sabe nada sobre el amor. Después de informarle sobre su plan para matar a su sucesor y retener su juventud y reinado, Fiona se sirve un trago, solo para ser asesinada por el hachero.
De vuelta en la Academia, las brujas deciden que el hachero necesita ser ejecutado por sus crímenes contra el Aquelarre. Kyle es voluntario, pero las chicas no lo permiten y utilizan sus habilidades para recrear su muerte inicial a manos de la Academia décadas antes. El Aquelarre cuelga el retrato de Fiona y cuestiona el futuro mientras Cordelia informa a las chicas que todas llevarán a cabo las pruebas de las Siete Maravillas el próximo domingo al amanecer.

## Recepción

### Audiencia
El episodio fue visto por 3.36 millones de espectadores en su estreno en Estados Unidos, recibiendo 1.8 millones entre los espectadores entre 18-49 años, una disminución con respecto al episodio anterior.

### Crítica
El sitio web del agregador de reseñas Rotten Tomatoes le dio una calificación de aprobación del 62% para el episodio, en base a 13 reseñas, con una calificación promedio de 6.11/10. El consenso del sitio web dice: ""Go to Hell" presenta un microcosmos de las fallas de Coven con un episodio abarrotado de gente, cuya narrativa desordenada provoca una sorpresa efectiva para un personaje destacado." Todd VanDerWerff de The A.V. Club le dio al episodio una calificación de D+, diciendo: ""Go to Hell" mata al Aquelarre en la generación más vieja en su totalidad, pasó las cosas a la siguiente generación, y no pude dar dos cosas de mi parte". Añadió: "Por mucho, lo peor que puede ser cualquier programa de televisión es ser aburrido, y eso es doble para la serie de Ryan Murphy y Brad Falchuk. Pero en "Go to Hell", incluso las cosas indignantes se sienten de memoria". Matt Fowler, de IGN, le dio al episodio una calificación de 7.9/10 y dijo: ""Go to Hell" fue un episodio más centrado, con mucha acción de conducción. Sonaron algunas notas amargas aquí y allá, pero en las partes finales se sintieron como un final de temporada."